# 朱同鍱
義陽榮安王朱同鍱（1478年—1507年），明朝周藩第二代義陽王，義陽康靖王朱子圪的庶第四子。

## 生平
成化二十三年（1487年）六月，獲賜名同鍱。弘治十四年（1501年），朱同鍱獲賜義陽長子誥命、冠服。弘治十六年（1503年），襲封義陽王。
正德二年（1507年），朱同鍱去世，享年三十歲，諡號榮安。十五年後，庶長子朱安汥襲爵。

## 家庭

### 子
- 庶長子：義陽恭端王朱安汥[4]